# Kasia Popowska
Katarzyna Milena Popowska (Łódź, 25 novembre 1989) è una cantante polacca.

## Biografia
Kasia Popowska si è fatta conoscere al pubblico nel 2007, con l'apertura del suo canale musicale su YouTube, e successivamente nel 2009 con la sua partecipazione al talent show di TVN Mam talent!, dove ha raggiunto gli ottavi di finale.
È salita alla ribalta nel 2014 con la pubblicazione del suo singolo di debutto Przyjdzie taki dzień, che ha raggiunto la vetta della classifica polacca e che le ha permesso di esibirsi ad eventi di rilevanza nazionale, come gli Eska Music Awards, il festival Lato ZET i Dwójki (durante il quale ha vinto il premio per la migliore performance), e il Festival internazionale della canzone di Sopot. Nello stesso anno ha inoltre aperto il concerto di Ellie Goulding a Varsavia. Il 16 settembre 2014 è uscito il suo album di debutto Tlen, che ha raggiunto la 47ª posizione nella classifica OLiS.
Nel 2015 ha partecipato al festival di Opole, dove ha ricevuto il premio della stampa. Due anni dopo è stato pubblicato il suo secondo album in studio, Dryfy. Sempre nel 2017 ha vinto la settima edizione di Twoja twarz brzmi znajomo, la versione polacca del Tale e quale show.

## Discografia

### Album
- 2014 – Tlen
- 2017 – Dryfy

### Singoli
- 2014 – Przyjdzie taki dzień
- 2014 – Tlen
- 2015 – Lecę tam
- 2016 – Graj
- 2016 – Dryfy
- 2017 – Tyle tu mam
- 2020 – Nie ma nas